# Allenby Street

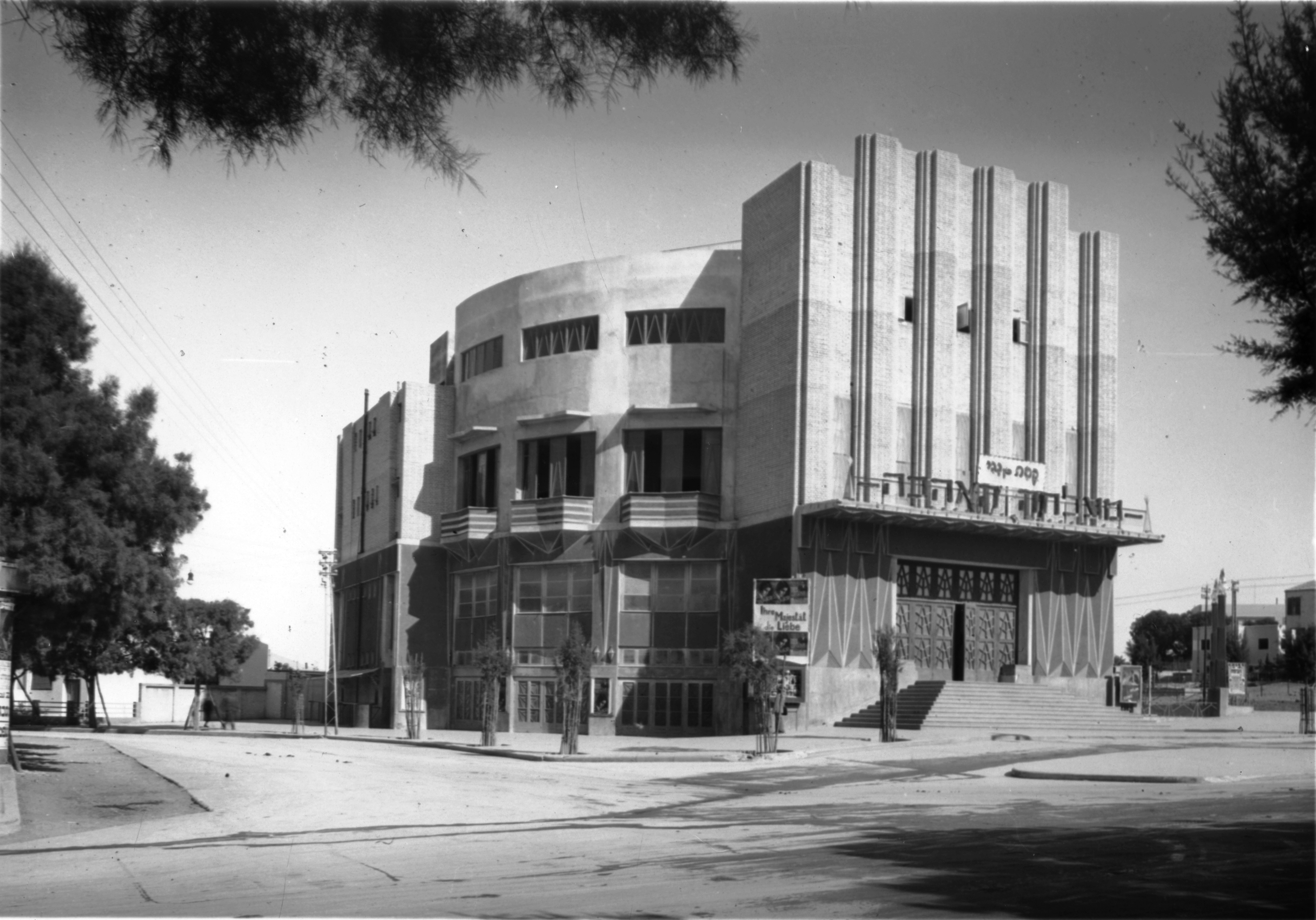
Mugrabi Bioscoop

Allenby Street (Hebreeuws: רחוב אלנבי, Rechov Alenbi) is een hoofdstraat in Tel Aviv, Israël. Het werd vernoemd naar de Britse militair Edmund Allenby. De straat strekt zich uit van het Knesset-plein in het noordwesten, grenzend aan het strand, tot het HaMoshavot-plein in het zuidoosten. Overdag is het een drukke winkelstraat, 's avonds worden de cafés, pubs en restaurants druk bezocht.

## Geschiedenis
Bij de aanleg in 1911, als onderdeel van de eerste uitbreiding van Tel Aviv, kreeg de straat aanvankelijk de naam Derech Hayam (דרך הים, 'Zeeweg'). In 1918 werd de straat omgedoopt tot Allenby Street, vernoemd naar generaal Edmund Allenby. In 1914 werd de straat voor het eerst geplaveid met beton, in 1923 door middel van elektriciteit verlicht.
In het verleden diende Allenby Street als het commerciële centrum van de stad en als de nieuwe hoofdstraat, ter vervanging van de Herzl Street, de eerste straat van Tel Aviv. De nabijheid van de culturele centra en het hart van de stad aan de ene kant, en de Carmelmarkt en het centrale busstation aan de andere kant, hebben er eveneens voor gezorgd dat Allenby Street een belangrijke omgeving in het moderne Tel Aviv werd.

## Cultuur
Allenby Street heeft een speciale plek in de Israëlische cultuur. Het karakter van de straat als hoofdstraat in Tel Aviv, die een verscheidenheid aan culturele instellingen, winkels en clubs omvat, en de centrale ligging ervan, hebben geleid tot vele vermeldingen op het gebied van cultuur.
Delen van Allenby Street zijn te zien in een groot aantal Israëlische films. Daarnaast komt de straat regelmatig voor in liedjes en gedichten. In de eerste Hebreeuwse versie van het spel Monopoly, dat uitkwam in de jaren '60, was Allenby Street de duurste straat op het bord, de tweede was Dizengoff Street.

## Bezienswaardigheden
- Knesset-plein (כיכר הכנסת); de Eerste Knesset (oorspronkelijk de 'Grondwetgevende Vergadering' genoemd) was het eerst gekozen orgaan in Israël dat tot taak had de grondwet van de staat vast te stellen. Voor het naar Jeruzalem verhuisde, werden de vergaderingen in het gebouw aan dit plein gehouden.
- Nummer 13; in de jaren 1923-1934 woonden Berl Katzenelson, een van de intellectuele grondleggers van het socialistische zionisme, en zijn vrouw Leah Miron op de hoek van de HaYarkon Street.
- Nummer 30; The Photohouse, de eerste fotowinkel van Tel Aviv, die nog altijd de erfenis van fotograaf Rudi Weissenstein herdenkt.
- Mugrabi-plein (כיכר מוגרבי); op de kruising van Allenby Street en Ben-Yehuda Street ligt dit plein, dat onofficieel vernoemd is naar Kolnoa Mugrabi (קולנוע מוגרבי, 'Mugrabi Bioscoop'), dat in de jaren '80 werd verwoest.
- Nummer 105; op deze plek stond vroeger het ouderlijk huis van de zionistische activist Yehoshua Hankin.
- Nummer 110; de bouw van de Grote Synagoge van Tel Aviv (בית הכנסת הגדול, Beit HaKnesset HaGadol) werd in 1925 voltooid, na financiële steun van Edmond James de Rothschild. Het gebouw is ontworpen door architect Yehuda Magidovich.
- Magen David-plein (כיכר מגן-דוד); een openbaar plein dat zijn naam dankt aan het feit dat er in zes richtingen straten uitstralen (zoals de davidster), namelijk Allenby Street in twee richtingen, King George, Menahem Sheinkin, HaCamel en Nahalat Binyamin.
- Carmelmarkt (שוק הכרמל); de grootste openluchtvoedselmarkt van Tel Aviv.

## Galerij

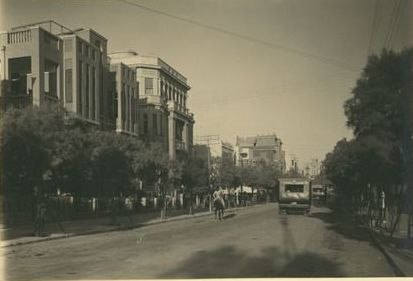
Allenby Street, 1925 - 1937
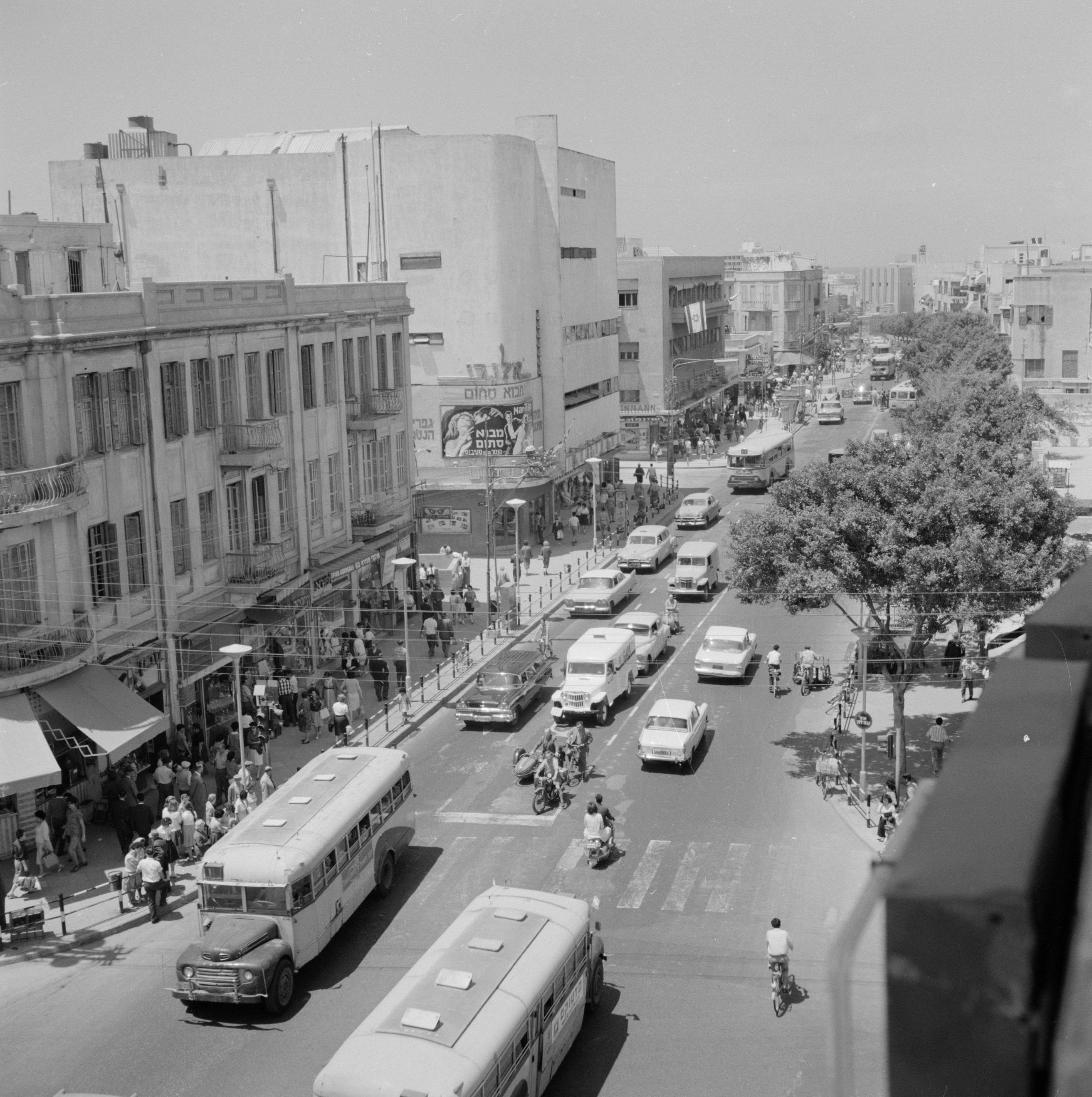
Allenby Street, 1964
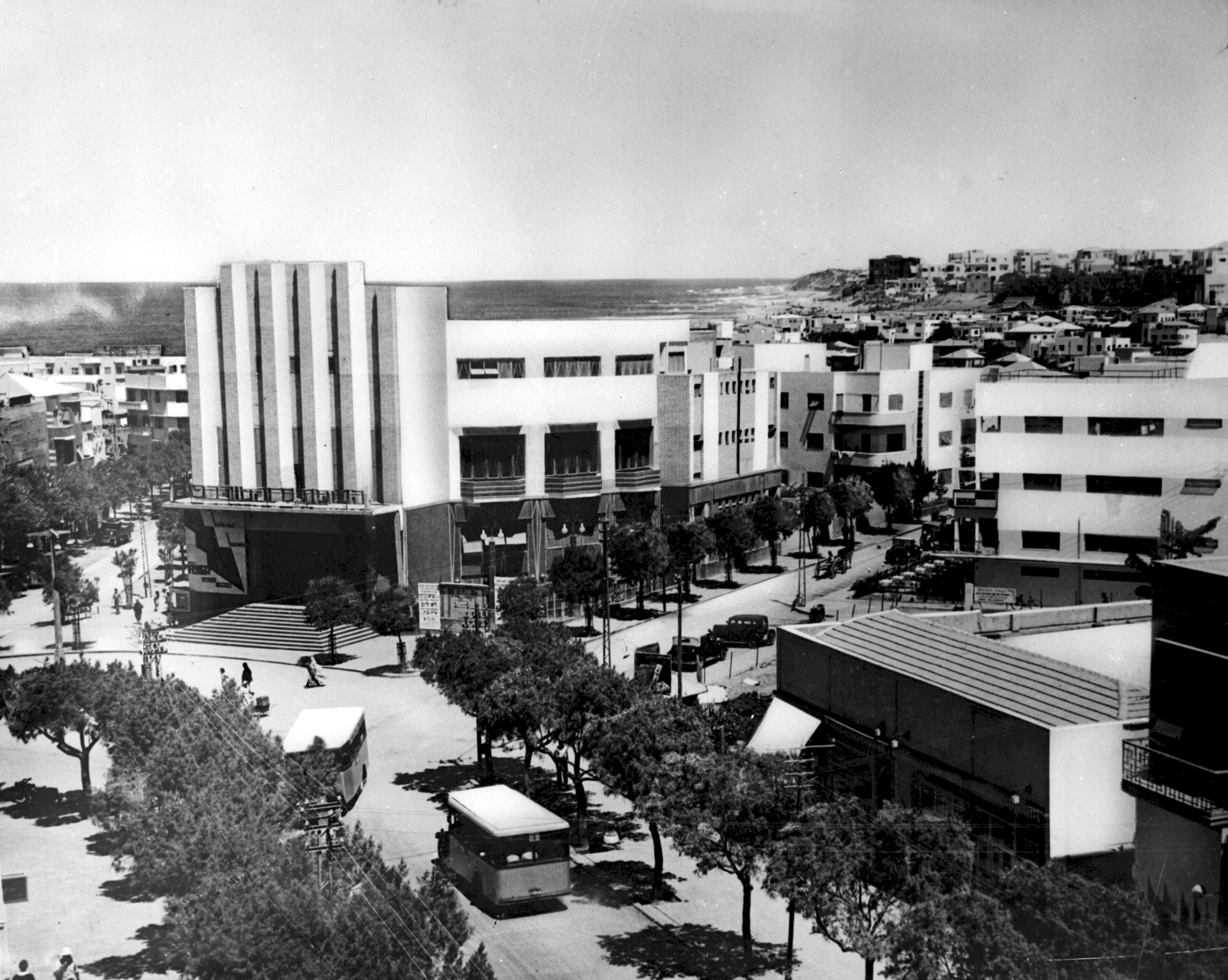
Mugrabi-plein
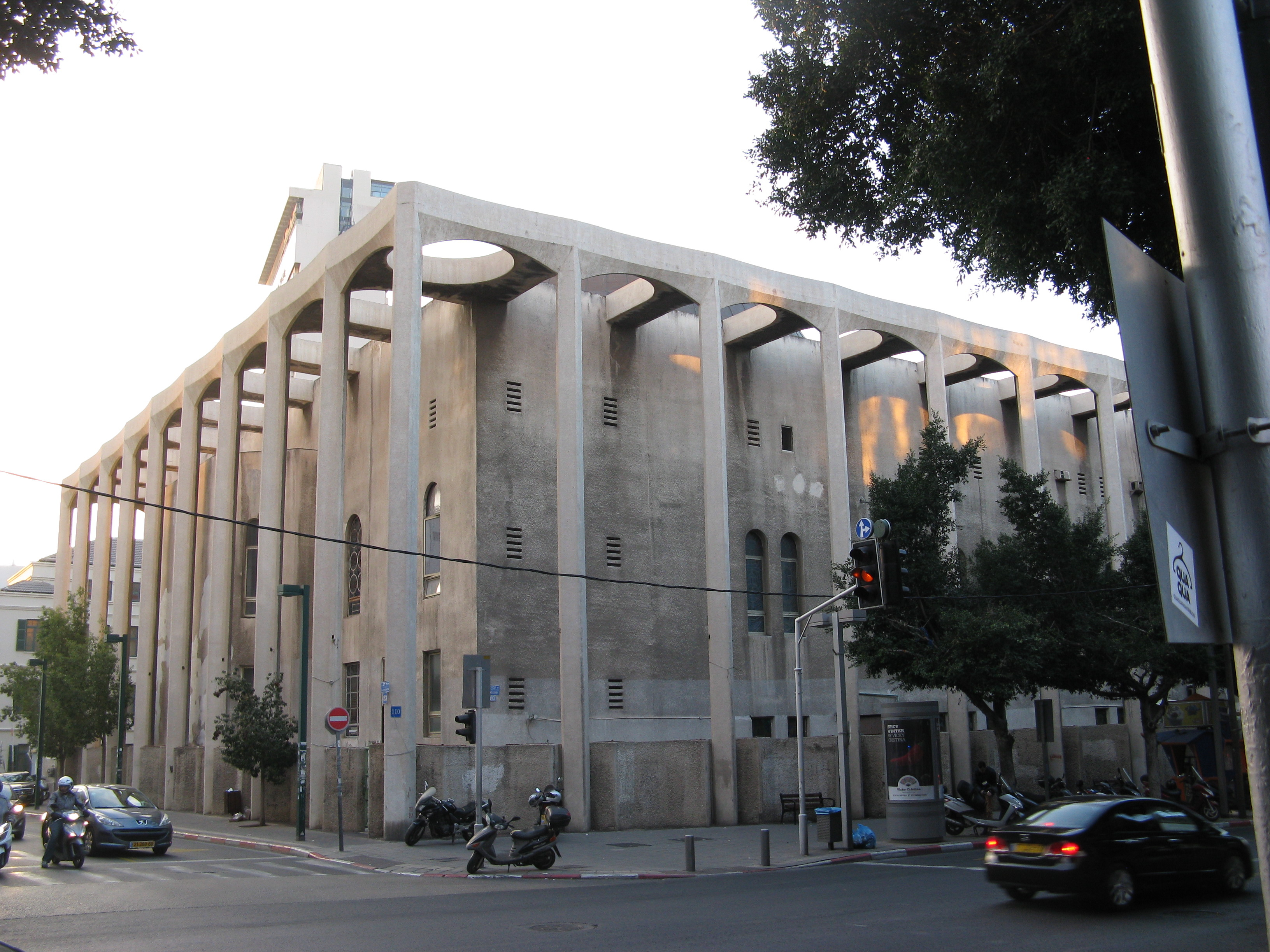
De Grote Synagoge
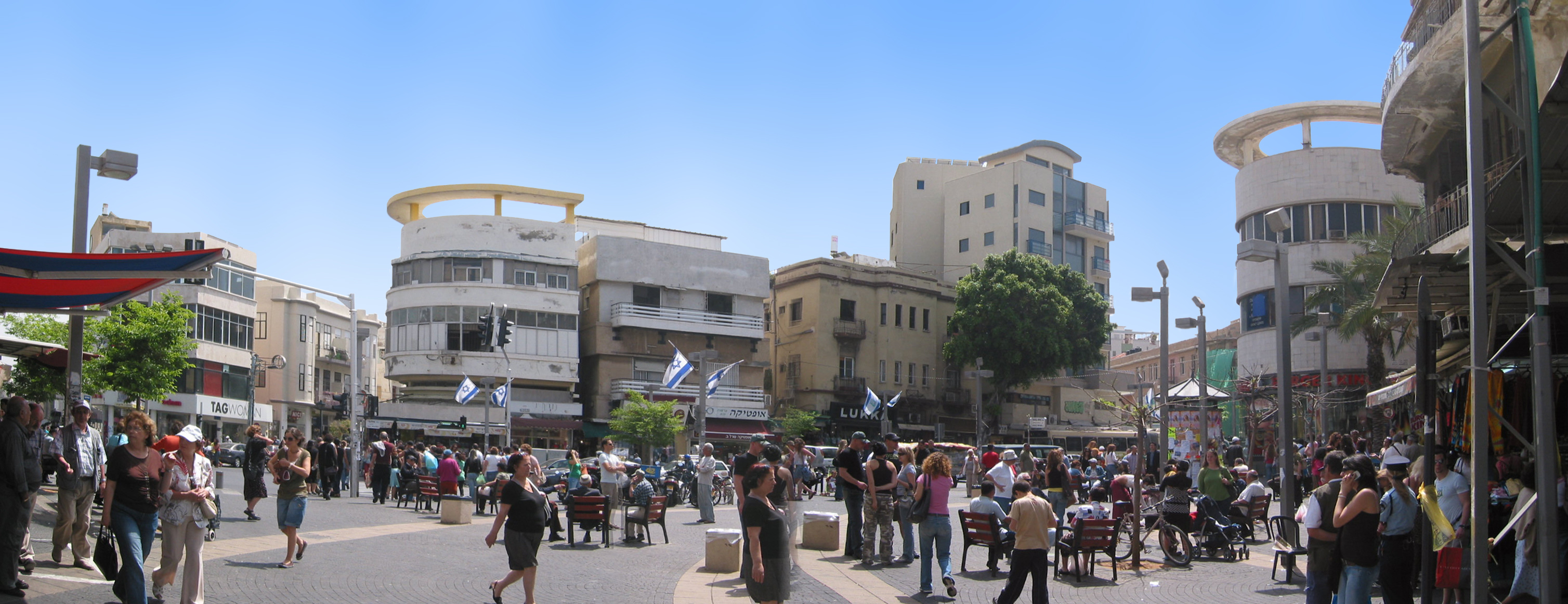
Magen David-plein
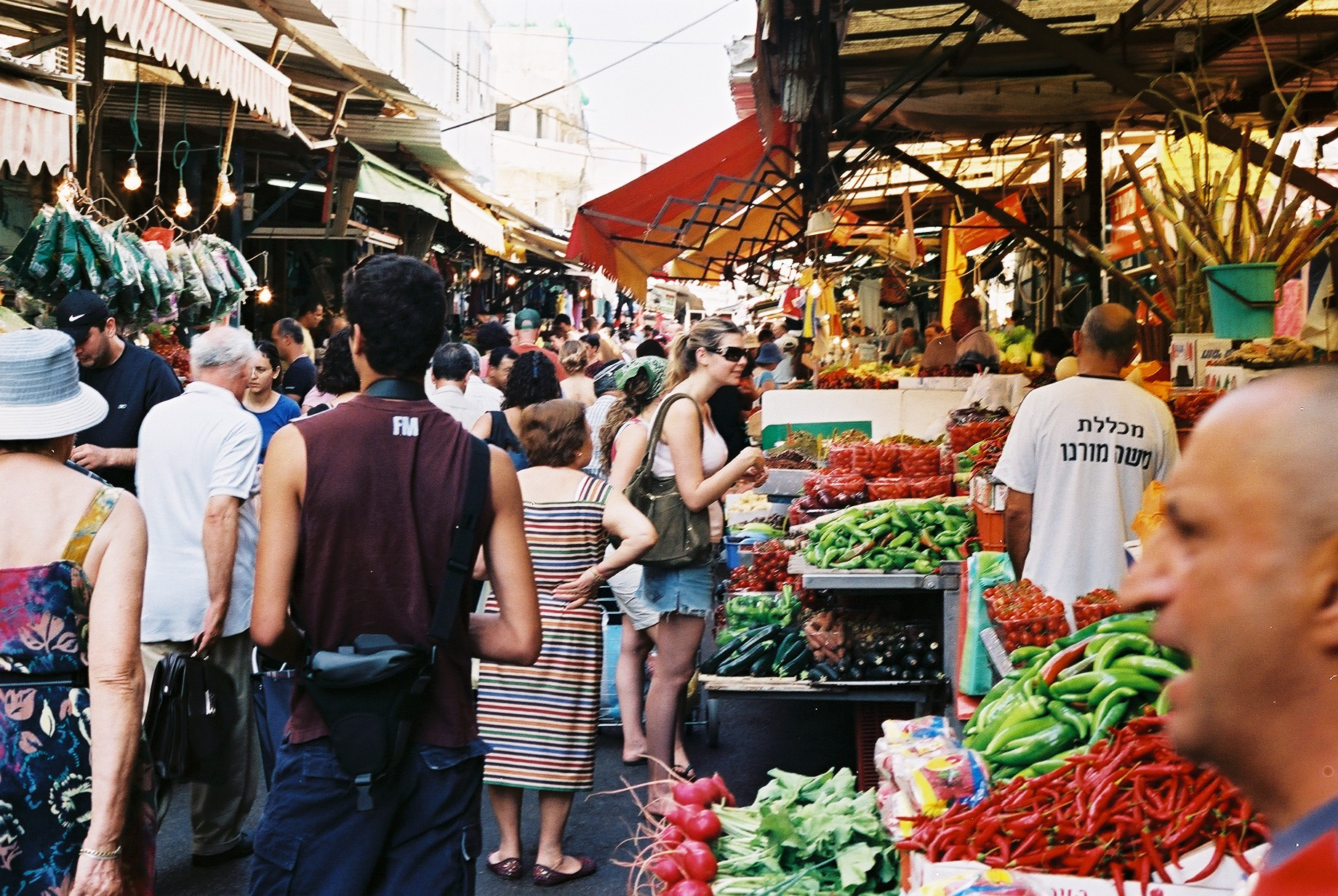
Carmelmarkt